# Церква Різдва святого Івана Хрестителя (Котівка)
Церква Різдва святого Івана Хрестителя в Котівці — парафія і храм греко-католицької громади Копичинецького деканату Бучацької єпархії Української греко-католицької церкви в селі Котівка Чортківського району Тернопільської области.

## Історія церкви
Через відсутність власного храму, релігійне життя села до 1991 року було пов'язане з містом Копичинці. Вірні належали до парафій і відвідували храм Воздвиження Чесного Хреста Господнього та церкву Святого Миколая Чудотворця.
У 1991 році релігійна громада села була утворена та вирішила збудувати власний храм. 16 листопада 1991 року священники Гусятинського деканату — о. Т. Буштинський, о. І. Гура, о. В. Квік, о. С. Роздеба, о. В. Вайда та о. В. Мохун — освятили та заклали наріжний камінь.
7 липня 1992 року о. Іван Гура відслужив першу Святу Літургію біля майбутнього храму.
Через два роки він, разом з о. Василем Погорецьким, відслужив першу урочисту Службу Божу на храмове свято вже в новозбудованому храмі.
11 лютого 2001 року храм освятив владика Бучацької єпархії Іриней Білик.
У 2008 році було виготовлено та встановлено іконостас, який освятив собор священників. Автором іконостасу, а також бічних престолів і тетраподу, є Омелян Фейло.
При парафії діють такі братства та спільноти:
- «Апостольство молитви» (з 2008 року)
- Марійська дружина (з 2008 року)
- «Матері в молитві» (з 2010 року)
- Вівтарна дружина (з 2008 року)

На території парафії розташовано три кам'яні хрести (найдавніший — на честь 50-річчя скасування панщини, 1898 року), чотири фігури Матері Божої (з 1898, 1905, 1937 та 2012 років), капличка Пресвятої Богородиці з Дитятком Ісусом (2007 року) та фігура на честь святої Анни (1873 року).

## Парохи
- о. Іван Гура,
- о. Василь Погорецький,
- о. Володимир Рута,
- о. Степан Котик (20 березня 2008 — 8 листопада 2021, адміністратор),[джерело?]
- о. Іван Микитюк (з 8 листопада 2021, адміністратор).[джерело?]